# Liste des ministres des Affaires étrangères
Cette page dresse la liste des ministres des Affaires étrangères actuellement en fonction. Les deux premières sections regroupent les 193 États-membres de l’ONU, le Vatican (observateur à l’ONU), Taïwan et le Kosovo. La troisième section, « Autres entités », regroupe différentes entités politiques indépendantistes, autonomes ou en construction.

## A-L
| Pays                      | Nom                                           | Depuis le         |
| ------------------------- | --------------------------------------------- | ----------------- |
| Afghanistan               | Amir Khan Muttaqi (intérim)                   | 7 septembre 2021  |
| Afrique du Sud            | Ronald Lamola                                 | 30 juin 2024      |
| Albanie                   | Igli Hasani                                   | 12 septembre 2023 |
| Algérie                   | Ahmed Attaf                                   | 18 mars 2023      |
| Allemagne                 | Johann Wadephul                               | 6 mai 2025        |
| Andorre                   | Imma Tor Faus                                 | 17 mai 2023       |
| Angola                    | Tete António                                  | 6 avril 2020      |
| Antigua-et-Barbuda        | E.P. Chet Greene                              | 22 mars 2018      |
| Arabie saoudite           | Faisal bin Farhan Al Saud                     | 29 octobre 2019   |
| Argentine                 | Gerardo Werthein                              | 31 octobre 2024   |
| Arménie                   | Ararat Mirzoian                               | 19 août 2021      |
| Australie                 | Penny Wong                                    | 23 mai 2023       |
| Autriche                  | Beate Meinl-Reisinger                         | 3 mars 2025       |
| Azerbaïdjan               | Jeykhun Bayramov                              | 16 juillet 2020   |
| Bahamas                   | Fred Mitchell                                 | 20 septembre 2021 |
| Bahreïn                   | Abdullatif bin Rashid Al Zayani               | 11 février 2020   |
| Bangladesh                | Md. Touhid Hossain                            | 9 août 2024       |
| Barbade                   | Kerry Symmonds                                | 26 octobre 2022   |
| Belgique                  | Maxime Prévot                                 | 3 février 2025    |
| Belize                    | Francis Fonseca                               | 1er janvier 2024  |
| Bénin                     | Olushegun Adjadi Bakari                       | 6 juin 2023       |
| Bhoutan                   | D. N. Dhungyel                                | 28 janvier 2024   |
| Biélorussie               | Maxim Ryjekov                                 | 27 juin 2024      |
| Birmanie                  | Than Shwe                                     | 1er février 2023  |
| Birmanie                  | Zin Mar Aung (gouvernement d'unité nationale) | 16 avril 2021     |
| Bolivie                   | Celinda Sosa Lunda                            | 27 novembre 2023  |
| Bosnie-Herzégovine        | Elmedin Konaković                             | 25 janvier 2023   |
| Botswana                  | Phenyo Butale                                 | 11 novembre 2024  |
| Brésil                    | Mauro Vieira                                  | 1er janvier 2023  |
| Brunei                    | Hassanal Bolkiah                              | 22 octobre 2015   |
| Brunei                    | Erywan Yusof (second ministre)                | 31 janvier 2018   |
| Bulgarie                  | Georg Georgiev                                | 16 janvier 2025   |
| Burkina Faso              | Karamoko Jean-Marie Traoré                    | 17 décembre 2023  |
| Burundi                   | Albert Shingiro                               | 28 juin 2020      |
| Cambodge                  | Prak Sokhonn                                  | 20 novembre 2024  |
| Cameroun                  | Lejeune Mbella Mbella                         | 2 octobre 2015    |
| Canada                    | Anita Anand                                   | 13 mai 2025       |
| Cap-Vert                  | Rui Figueiredo Soares                         | 14 janvier 2021   |
| République centrafricaine | Sylvie Baïpo-Temon                            | 14 décembre 2018  |
| Chili                     | Antonia Urrejola                              | 11 mars 2022      |
| Chine                     | Wang Yi                                       | 16 mars 2013      |
| Chypre                    | Ioánnis Kasoulídis                            | 11 janvier 2022   |
| Colombie                  | Rosa Yolanda Villavicencio                    | 8 juillet 2025    |
| Comores                   | Mbae Mohamed                                  | 9 juillet 2024    |
| Congo (Brazzaville)       | Jean-Claude Gakosso                           | 10 août 2015      |
| Congo (Kinshasa)          | Thérèse Kayikwamba Wagner                     | 13 juin 2024      |
| Corée du Nord             | Choe Son-hui                                  | 11 juin 2022      |
| Corée du Sud              | Cho Hyun                                      | 18 juillet 2025   |
| Costa Rica                | Rodolfo Solano                                | 3 février 2020    |
| Côte d'Ivoire             | Kandia Camara                                 | 6 avril 2021      |
| Croatie                   | Gordan Grlić Radman                           | 19 juillet 2019   |
| Cuba                      | Bruno Rodríguez Parrilla                      | 2 mars 2009       |
| Danemark                  | Lars Løkke Rasmussen                          | 15 décembre 2022  |
| Djibouti                  | Mahamoud Ali Youssouf                         | 22 mai 2005       |
| Dominique                 | Kenneth Darroux                               | 17 décembre 2019  |
| Égypte                    | Badr Abdelatty                                | 3 juillet 2024    |
| Émirats arabes unis       | Abdallah ben Zayed el-Nahyane                 | 9 février 2006    |
| Équateur                  | Gabriela Sommerfeld                           | 23 novembre 2023  |
| Érythrée                  | Osman Saleh                                   | 18 avril 2007     |
| Espagne                   | José Manuel Albares                           | 10 juillet 2021   |
| Estonie                   | Eva-Maria Liimets                             | 26 janvier 2021   |
| Eswatini                  | Thuli Dladla                                  | 2 novembre 2018   |
| États-Unis                | Marco Rubio (secrétaire d'État)               | 21 janvier 2025   |
| Éthiopie                  | Gedion Timotheos                              | 18 octobre 2024   |
| Fidji                     | Sitiveni L. RABUKA                            | 22 décembre 2022  |
| Finlande                  | Pekka Haavisto                                | 6 juin 2019       |
| France                    | Jean-Noël Barrot                              | 21 septembre 2024 |
| Gabon                     | Régis Onanga Ndiaye                           | 11 septembre 2023 |
| Gambie                    | Mamadou Tangara                               | 29 juin 2018      |
| Géorgie                   | Maka Bochorishvili                            | 28 novembre 2024  |
| Ghana                     | Samuel Okudzeto Ablakwa                       | 7 février 2025    |
| Grèce                     | Giórgos Gerapetrítis                          | 27 juin 2023      |
| Grenade                   | Oliver Joseph                                 | 5 octobre 2020    |
| Guatemala                 | Carlos Ramiro Martínez                        | 15 janvier 2024   |
| Guinée                    | Mory Sandan Kouyaté                           | 25 octobre 2021   |
| Guinée-Bissau             | Suzi Carla Barbosa                            | 2 mars 2020       |
| Guinée-Équatoriale        | Simeón Oyono Esono                            | 6 février 2018    |
| Guyana                    | Hugh Todd                                     | 5 août 2020       |
| Haïti                     | Jean Victor Généus                            | 24 novembre 2021  |
| Honduras                  | Carlos Eduardo Reina                          | 27 janvier 2022   |
| Hongrie                   | Péter Szijjártó                               | 23 septembre 2014 |
| Inde                      | Subrahmanyam Jaishankar                       | 31 mai 2019       |
| Indonésie                 | Sugiono                                       | 21 octobre 2024   |
| Irak                      | Fouad Hussein                                 | 6 juin 2020       |
| Iran                      | Abbas Araghtchi                               | 21 août 2024      |
| Irlande                   | Simon Coveney                                 | 14 juin 2017      |
| Islande                   | Þorgerður Katrín Gunnarsdóttir                | 21 décembre 2024  |
| Israël                    | Gideon Sa'ar                                  | 5 novembre 2024   |
| Italie                    | Antonio Tajani                                | 22 octobre 2022   |
| Jamaïque                  | Kamina Johnson Smith                          | 7 mars 2016       |
| Japon                     | Takeshi Iwaya                                 | 1er octobre 2024  |
| Jordanie                  | Ayman Safadi                                  | 15 janvier 2017   |
| Kazakhstan                | Mukhtar Tleuberdi                             | 18 septembre 2019 |
| Kenya                     | Alfred Mutua (en)                             | 27 octobre 2022   |
| Kirghizistan              | Ruslan Kazakbayev                             | 14 octobre 2020   |
| Kiribati                  | Taaneti MAAMAU                                | 27 mai 2022       |
| Kosovo                    | Donika Gërvalla-Schwarz                       | 22 mars 2021      |
| Koweït                    | Ahmad Nasser Al Muhammad Al Sabah             | 17 decembre 2019  |
| Laos                      | Saleumxay Kommasith                           | 19 avril 2016     |
| Lesotho                   | Matchepo Ramakoae                             | 21 mai 2020       |
| Lettonie                  | Baiba Braže                                   | 19 avril 2024     |
| Liban                     | Youssef Rajji                                 | 8 février 2025    |
| Liberia                   | Dee-Maxwell Saah Kemayah, Sr                  | 6 octobre 2020    |
| Libye                     | Najla Mangoush                                | 15 mars 2021      |
| Libye                     | Hafez Kaddour                                 | 3 mars 2022       |
| Liechtenstein             | Dominique Hasler                              | 25 mars 2021      |
| Lituanie                  | Kęstutis Budrys                               | 12 décembre 2024  |
| Luxembourg                | Xavier Bettel                                 | 17 novembre 2023  |

## M-Z
| Pays                            | Nom                                           | Depuis le          |
| ------------------------------- | --------------------------------------------- | ------------------ |
| Macédoine du Nord               | Timčo Mucunski                                | 24 juin 2024       |
| Madagascar                      | Rafaravavitafika Rasata                       | 14 janvier 2024    |
| Malaisie                        | Mohamad Hasan                                 | 12 décembre 2023   |
| Malawi                          | Nancy Tembo                                   | 28 janvier 2022    |
| Maldives                        | Abdulla Khaleel                               | 30 septembre 2024  |
| Mali                            | Abdoulaye Diop                                | 11 juin 2021       |
| Malte                           | Ian Borg                                      | 30 mars 2022       |
| Maroc                           | Nasser Bourita                                | 05 avril 2017      |
| Îles Marshall                   | kalani R. KANEKO                              |                    |
| Maurice                         | Ritish Ramful                                 | 22 novembre 2024   |
| Mauritanie                      | Ismail Ould Cheikh Ahmed                      | 11 juin 2018       |
| Mexique                         | Juan Ramón de la Fuente                       | 1er octobre 2024   |
| États fédérés de Micronésie     | Kandhi A. Elieisar                            | 3 décembre 2019    |
| Moldavie                        | Mihail Popșoi                                 | 29 janvier 2024    |
| Monaco                          | Isabelle Berro-Amadeï                         | 17 janvier 2022    |
| Mongolie                        | Batmunkh Battsetseg                           | 29 janvier 2021    |
| Monténégro                      | Đorđe Radulović                               | 4 décembre 2020    |
| Mozambique                      | Maria Manuela Lucas                           | 20 janvier 2025    |
| Namibie                         | Netumbo Nandi-Ndaitwah                        | 4 décembre 2012    |
| Nauru                           | Lionel Aingimea                               | 28 août 2019       |
| Népal                           | Arzu Rana Deuba                               | 15 juillet 2024    |
| Nicaragua                       | Denis Moncada                                 | 16 janvier 2017    |
| Niger                           | Hassoumi Massoudou                            | 7 avril 2021       |
| Nigeria                         | Geoffrey Onyeama                              | 11 novembre 2015   |
| Norvège                         | Anniken Huitfeldt                             | 14 octobre 2021    |
| Nouvelle-Zélande                | Nanaia Mahuta                                 | 6 novembre 2020    |
| Oman                            | Sayyid Badr bin Hamad bin Hamood AlBusaidi    | 26 août 2020       |
| Ouganda                         | Jeje Odongo                                   | 14 juin 2021       |
| Ouzbékistan                     | Abdoulaziz Kamilov                            | Janvier 2012       |
| Pakistan                        | Ishaq Dar                                     | 11 mars 2024       |
| Palaos                          | Gustav Aitaro (ministre d'État)               | 3 septembre 2021   |
| Panama                          | Javier Martínez-Acha                          | 1er juillet 2024   |
| Papouasie-Nouvelle-Guinée       | Justin Tkatchenko                             | 18 janvier 2024    |
| Paraguay                        | Euclides Acevedo                              | 15 janvier 2021    |
| Pays-Bas                        | Caspar Veldkamp                               | 2 juillet 2024     |
| Pérou                           | Elmer Schialer                                | 3 septembre 2024   |
| Philippines                     | Tess Lazaro                                   | 1er juillet 2025   |
| Pologne                         | Radosław Sikorski                             | 13 décembre 2023   |
| Portugal                        | João Gomes Cravinho                           | 23 mars 2022       |
| Qatar                           | Mohammed ben Abderrahmane Al-Thani            | 27 janvier 2016    |
| République dominicaine          | Roberto Álvarez                               | 16 août 2020       |
| Roumanie                        | Luminița Odobescu                             | 15 juin 2023       |
| Royaume-Uni                     | David Lammy                                   | 5 juillet 2024     |
| Russie                          | Sergueï Lavrov                                | 9 mars 2004        |
| Rwanda                          | Olivier Nduhungirehe                          | 12 juin 2024       |
| Saint-Christophe-et-Niévès      | Denzil Douglas                                | 13 août 2022       |
| Sainte-Lucie                    | Alva Baptiste                                 | 5 août 2021        |
| Saint-Marin                     | Luca Beccari                                  | 8 janvier 2020     |
| Saint-Vincent-et-les-Grenadines | Keisal M. Peters                              | 26 août 2022       |
| Salvador                        | Alexandra Hill Tinoco                         | 1er juin 2019      |
| Îles Salomon                    | Jeremiah Manele                               | 25 avril 2019      |
| Samoa                           | Naomi Mata'afa                                | 27 juillet 2021    |
| Sao Tomé-et-Principe            | Gareth Guadelupe                              | 8 août 2023        |
| Sénégal                         | Yacine Fall                                   | 11 avril 2024      |
| Serbie                          | Marko Đurić                                   | 2 mai 2024         |
| Seychelles                      | Sylvestre Radegonde                           | 16 novembre 2020   |
| Sierra Leone                    | Timothy Kabba                                 | 10 juillet 2023    |
| Singapour                       | Vivian Balakrishnan                           | 1er octobre 2015   |
| Slovaquie                       | Juraj Blanár                                  | 25 octobre 2023    |
| Slovénie                        | Anže Logar                                    | 13 mars 2020       |
| Somalie                         | Abdisalam Abdi Ali                            | 3 mai 2025         |
| Soudan                          | Ali Sadiq Ali (intérim)                       | 19 janvier 2022    |
| Soudan-du-Sud                   | Monday Simaya Kumba                           | 10 avril 2025      |
| Sri Lanka                       | Vijitha Herath                                | 25 septembre 2024  |
| Suède                           | Maria Malmer Stenergard                       | 10 septembre 2024  |
| Suisse                          | Ignazio Cassis                                | 1er novembre 2017  |
| Suriname                        | Albert Ramdin                                 | 16 juillet 2020    |
| Syrie                           | Assaad al-Chaibani                            | 21 décembre 2024   |
| Tadjikistan                     | Sirodjiddine Aslov                            | 29 novembre 2013   |
| Taïwan                          | Lin Chia-lung                                 | 20 mai 2024        |
| Tanzanie                        | January Makamba                               | 1er septembre 2023 |
| Tchad                           | Mahamat Saleh Annadif                         | 14 octobre 2022    |
| Tchéquie                        | Jan Lipavský                                  | 17 décembre 2021   |
| Thaïlande                       | Maris Sangiampongsa                           | 30 avril 2024      |
| Timor-Oriental                  | Bendito Freitas                               | 1er juillet 2023   |
| Togo                            | Robert Dussey                                 | 17 septembre 2013  |
| Tonga                           | Siaosi Manumataongo Tukuʻaho                  | 28 janvier 2025    |
| Trinité-et-Tobago               | Amery Browne                                  | 19 août 2020       |
| Tunisie                         | Mohamed Ali Nafti                             | 25 août 2024       |
| Turkménistan                    | Raşit Meredow                                 | 7 juillet 2001     |
| Turquie                         | Hakan Fidan                                   | 4 juin 2023        |
| Tuvalu                          | Paulson Panapa                                | 27 février 2024    |
| Ukraine                         | Andrii Sybiga                                 | 5 septembre 2024   |
| Uruguay                         | Mario Lubetkin                                | 1er mars 2025      |
| Vanuatu                         | Matai SEREMAIAH NAVALU                        | 09 octobre 2023    |
| Vatican                         | Paul Gallagher                                | 8 novembre 2014    |
| Venezuela                       | Yván Gil                                      | 6 janvier 2023     |
| Vietnam                         | Bùi Thanh Sơn                                 | 8 avril 2021       |
| Yémen                           | Ahmad Awad Bin Mubarak                        | 18 décembre 2020   |
| Yémen                           | Hicham Charaf Abdallah (gouvernement rebelle) | 28 novembre 2016   |
| Zambie                          | Mulambo Hamakuni Haimbe                       | 28 décembre 2023   |
| Zimbabwe                        | Amon Murwira                                  | 15 octobre 2024    |

## Autres entités
| Pays                                                        | Nom                      | Depuis (le)        |
| ----------------------------------------------------------- | ------------------------ | ------------------ |
| Abkhazie                                                    | Inal Ardzinba            | 17 novembre 2021   |
| Bruxelles-Capitale                                          | Pascal Smet              | 20 juillet 2018    |
| Cantabrie                                                   | Paula Fernández Viaña    | 29 juin 2019       |
| Catalogne                                                   | Meritxell Serret         | 10 octobre 2022    |
| Chypre du Nord                                              | Tahsin Ertuğruloğlu      | 9 mars 2022        |
| République populaire de Donetsk                             | Natalya Nikonorova       | 22 février 2016    |
| Écosse                                                      | Angus Robertson          | 21 mai 2021        |
| Îles Féroé                                                  | Høgni Hoydal             | 22 décembre 2022   |
| Flandre                                                     | Jan Jambon               | 2 octobre 2019     |
| Gagaouzie                                                   | Vitaliy Vlah             | 30 avril 2015      |
| Groenland                                                   | Vivian Motzfeldt         | 5 avril 2022       |
| Guernesey                                                   | Jonathan Le Tocq         | 6 mai 2016         |
| Haut-Karabagh (Artsakh)                                     | Sergey Ghazaryan         | 11 janvier 2023    |
| Îles Cook                                                   | Mark Brown               | 8 octobre 2020     |
| Jersey                                                      | Philip Ozouf Jr          | 12 juillet 2022    |
| Kurdistan (Irak)                                            | Safeen Muhsin Dizayee    | Juillet 2019       |
| République populaire de Lougansk                            | Vladislav Deinevo        | 12 septembre 2017  |
| Niue                                                        | Dalton Tagelagi          | 11 juin 2020       |
| Nouvelle-Calédonie                                          | Louis Mapou              | 22 juillet 2021    |
| Ossétie-du-Sud                                              | Akhsar Dzhioev           | 15 août 2022       |
| Palestine (Autorité palestinienne)                          | Riyad Al-Maliki          | 1er septembre 2007 |
| Palestine (État de Palestine)                               | Ziad Abu-Amr             | 2 août 2018        |
| Polynésie française                                         | Moetai Brotherson        | 15 mai 2023        |
| Porto Rico                                                  | Omar Marrero Díaz        | 13 juillet 2021    |
| Puntland                                                    | Ali Ahmed Faatah         | 28 janvier 2014    |
| Québec                                                      | Nadine Girault           | 18 octobre 2018    |
| Sahara-Occidental (République arabe sahraouie démocratique) | Mohamed Salem Ould Salek | 1998               |
| Somaliland                                                  | Yasin Haji Mohamoud      | 10 novembre 2018   |
| Tibet (gouv. en exil)                                       | Norzin Dolma             | 10 novembre 2021   |
| Tokelau                                                     | Kelihiano Kalolo         | 8 mars 2021        |
| Transnistrie                                                | Vitaly Ignatyev          | 14 septembre 2015  |
| Union européenne                                            | Josep Borrell            | 1er decembre 2019  |
| Wallonie                                                    | Elio Di Rupo             | 13 septembre 2019  |